# سوق السيارات

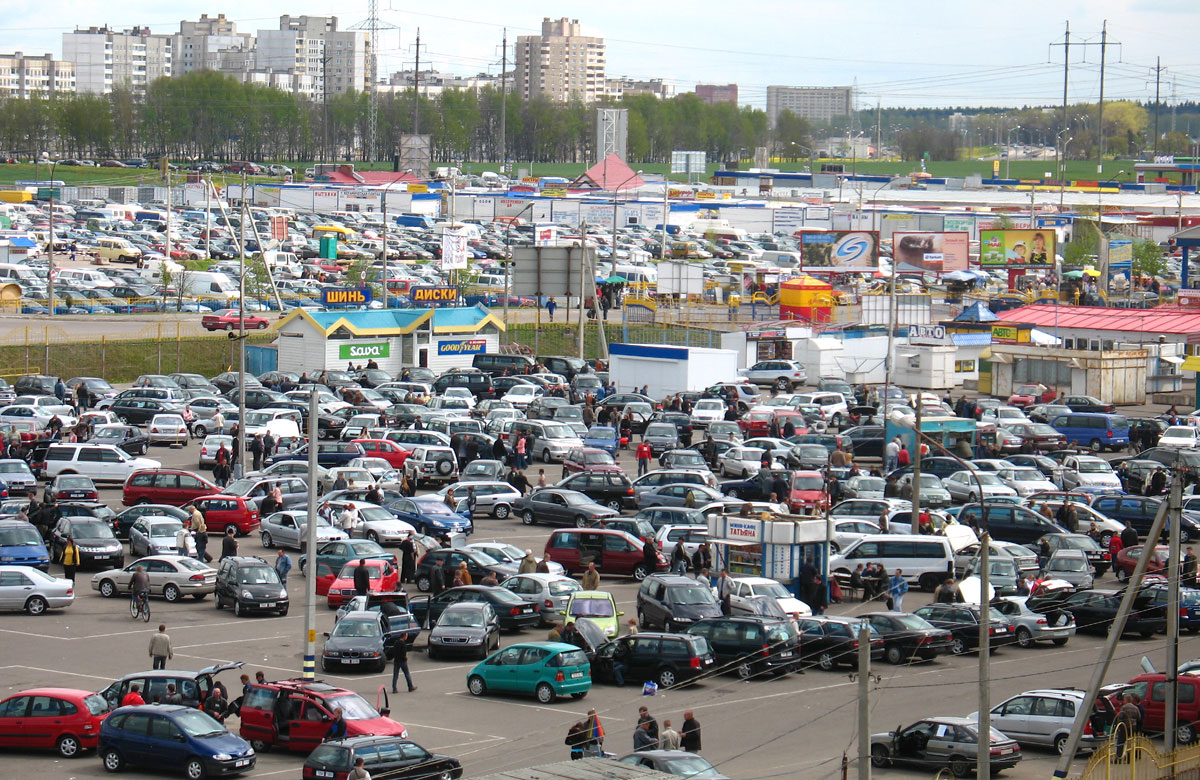

سوق السيارات يشير إلى العرض والطلب في السيارات في العالم.

## الميزات
- توقف النمو، ولكن دون انقطاع في السوق العالمية منذ عام 1998 ، بين عامي 2007 و 2008، السوق العالمية تشهد انخفاضا بنسبة 4.4 % :
- أوروبا الغربية هي سوق ناضجة، ولكن فتح السوق الليبرالية في أوروبا يؤدي إلى تغيير هيكل التوزيع؛
  - الولايات المتحدة لديها سوق تهيمن عليها «الشاحنات الخفيفة» ;
  - اليابان تشهد خجول الإنعاش؛
  - الصين تشهد إلدرادو جديدة، وبدرجة أقل أوروبا الشرقية؛
  - السوق الأخرى وجهاء: تركيا، إيران، البرازيل، روسيا...
  - الأسواق الناشئة: الهند...
- التطورات على مستوى المستهلك:
  - السوق تتعرض إلى مجموعة متنوعة من العوامل التي تؤثر اقتصاديا واجتماعيا على القطاع الذي لديه قدرة تنافسية عالية، كثيفة رأس المال والتركز؛
  - تجزئة السوق حسب الحجم تدريجيا وحلت محلها تجزئة عن طريق شكل الجسم؛
  - دورة حياة المنتجات هو أقصر وأقصر.

سوق السيارات الكهربائية الهجينة، على الرغم من الثناء، لا يمكن أن تقلع. للفترة 2005-2010، الإسقاطات من 000 350  مركبة من 38 نموذج على المستوى العالمي، وهو أقل من 3 % من السوق. كارلوس غصن رئيس رينو-نيسان، لم يخفي ازدراءا فيما يتعلق بالمركبات الهجينة: «أنها تجعل قصة جميلة (...) ولكن هم لا حظ الأعمال لأن قيمتها أقل من تكلفتها. »

## جدول من الأسواق الأوروبية
| الدول                                              | Véhicules neuf 2004 | var. 2003>2004        | Véhicules neuf 2003 | var. 2002>2003 |
| -------------------------------------------------- | ------------------- | --------------------- | ------------------- | -------------- |
| Europe des Vingt-cinq + Islande, Norvège et Suisse | 879 516 14          | +2,1 %                | .                   | .              |
| الاتحاد الأوروبي                                   | 288 120 14          | +2,0 %                | .                   | .              |
| تركيا ·                                            | +0,9 %              | .                     | .                   |                |
| [[فرنسا]]                                          | 712 013 2           | +0,232 %              | .                   | .              |
| Nouveaux pays membres                              | 549 820             | -4,5 %                | .                   | .              |
| بولندا                                             | 111 318             | -10,0 % (prév. < 5 %) | 000 358             | +16,0 %        |
| المجر                                              | 862 211             | +1,6 % (prév. +7 %)   | 000 208             | +21,0 %        |
| جمهورية التشيك                                     | 973 132             | -11,1 % (prév. < 5 %) | 000 150             | +2,0 %         |
| رومانيا                                            | .                   | (prév. +20 %)         | 000 107             | +21,0 %        |
| سلوفينيا                                           | 12                  | +5,8 %                | .                   | .              |
| سلوفاكيا                                           | .                   | (prév. < 5 %)         | 000 58              | +3,0 %         |
| دول البلطيق إستونيا · لاتفيا · ليتوانيا            | .                   | (prév. +5 %)          | 000 34              | +3,0 %         |
| بلغاريا                                            | .                   | (prév. +20 %)         | 000 17              | +28,0 %        |

مصادر: Association des constructeurs européens د'automobiles (ACEA) - غرف التجارة
خلال العام 2008, روسيا أصبحت أول سوق السيارات الأوروبية، متجاوزة بذلك ألمانيا. بعد زيادة بنسبة 40 % في النصف الأول من المبيعات السنوية من المتوقع أن يرتفع إلى 3.7 مليون مقارنة مع 3.3 مليون شخص في ألمانيا. أبرز الشركات المصنعة هي شيفروليه، [[هيونداي]] و فورد. برايس ووترهاوس كوبرز تتوقع أن المبيعات يمكن أن تصل إلى ذروة بلغت 6 مليون  في عام 2014، والمساهمة في 12 % من الزيادة في الإنتاج المتوقع بين 2007 و 2015 (31% إلى الصين و 15 % في الهند).